# 281564 Fuhsiehhai
281564 Fuhsiehhai è un asteroide della fascia principale. Scoperto nel 2008, presenta un'orbita caratterizzata da un semiasse maggiore pari a 2,7036578 UA e da un'eccentricità di 0,0496279, inclinata di 7,39889° rispetto all'eclittica.
L'asteroide è dedicato all'astronomo taiwanese Hsieh-Hai Fu.